# آندرئاس کلیر
آندرئاس کلیر (آلمانی: Andreas Klier؛ زادهٔ ۱۵ ژانویهٔ ۱۹۷۶) دوچرخه‌سوار سابق اهل آلمان است.
وی عضو تیم‌هایی همچون تیم تلکام، سرویلو تست‌تیم و گارمین–سرولو بوده است.